# 2009 en Allemagne
Chronologie de l’Allemagne
- 2005
- 2006
- 2007
- 2008
- 2009
- 2010
- 2011
- 2012
- 2013

Cet article traite des événements qui se sont produits durant l'année 2009 en Allemagne.

## Événements

### Janvier 2009
- Lundi 5 janvier 2009 : Les représentants de l'Union chrétienne-démocrate (CDU) et du Parti social-démocrate (SPD), annoncent que les partis de la coalition gouvernementale se sont entendus sur un plan de relance d'un montant de 50 milliards d'euros, sur deux ans, qui doit être présenté la semaine prochaine en conseil des ministres. Quelques désaccords demeurent sur certaines dispositions, notamment sur l'opportunité d'accorder des réductions d'impôt dans le cadre de ce plan. Les partis conservateurs CDU et CSU sont d'accord pour porter à 8 000 euros, la somme exonérée de l'impôt sur le revenu et pour revoir de fond en comble le système des tranches d'impôt. Le SPD est, pour sa part, favorable à une baisse des tarifs de l'assurance-santé, à une hausse des allocations familiales et à la création d'un bonus de prime à la casse automobile. Il s'oppose à une baisse des impôts et milite pour une augmentation de la taxation des hauts revenus afin de financer le plan. Le gouvernement allemand avait déjà approuvé un plan de relance de 31 milliards d'euros fin 2008, mais il a été jugé insuffisant pour relancer une économie entrée en récession au troisième trimestre et qui pourrait enregistrer sa plus forte contraction depuis l'après-guerre.

- Mardi 6 janvier 2009 : Le constructeur de voitures de sport et de luxe, Porsche, contrôle désormais 50,76 % de son compatriote Volkswagen, n°1 européen de l'automobile. Détenant jusqu'à présent 42 % des actions, Porsche est contraint par le droit suédois de lancer une offre sur l'ensemble du capital du constructeur suédois de poids lourds, Scania, dont Volkswagen est l'actionnaire majoritaire, même s'il n'a pas d'intérêt stratégique pour Scania.

- Mercredi 7 janvier 2009 : 
  - Selon le chef du groupe parlementaire CDU-CSU Volker Kauder, le gouvernement prévoit de mettre en place des garanties de 100 milliards d'euros pour aider les entreprises allemandes à se financer, sur le modèle de ce qu'il a déjà mis en place pour les banques.
  - L'agence pour l'emploi annonce que le nombre de chômeurs a repassé la barre de 3 millions, au mois de décembre 2008, s'établissant précisément à 3,1 millions de sans-emploi.

- Jeudi 8 janvier 2009 : 

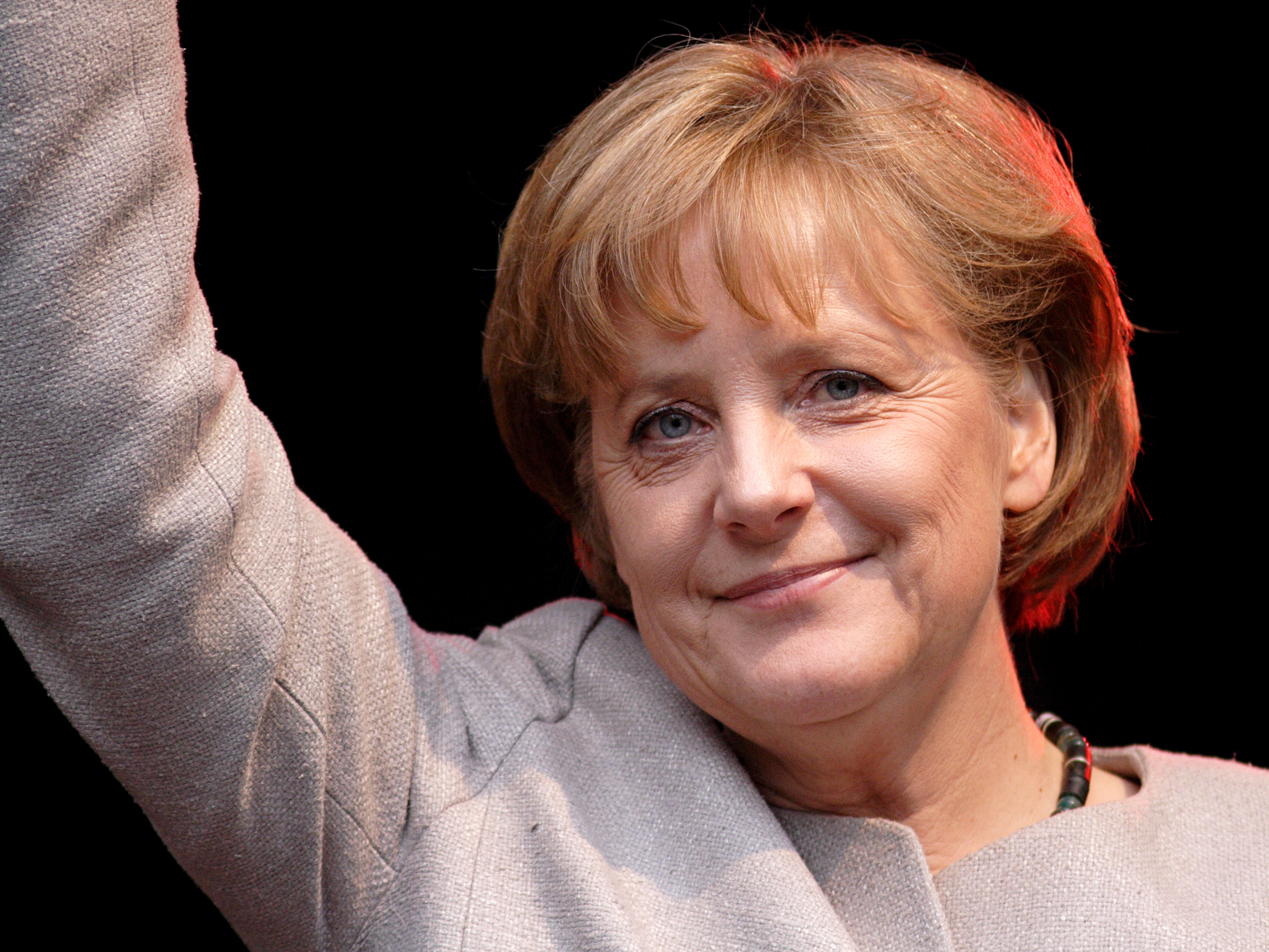
Angela Merkel
(avril 2008)

  - La deuxième banque allemande Commerzbank, victime de la crise financière, va être partiellement nationalisée à hauteur de 25 % plus une action, par une entrée au capital du fonds public d'aide au secteur bancaire, créé il y a plusieurs mois et qui va mettre 10 milliards d'euros à disposition de la banque. La Commerzbank, touchée de plein fouet par la crise financière et handicapée par le rachat en cours de sa compatriote Dresdner Bank, a déjà bénéficié en novembre d'une aide publique, avec 15 milliards d'euros de garanties et 8,2 milliards de recapitalisation de la part de l'État fédéral.
  - La chancelière Angela Merkel tout en réaffirmant son attachement aux « mécanismes de l'économie de marché », a néanmoins estimé lors d'un colloque à Paris que « cela ne peut pas continuer tel que ça l'est actuellement […] Nous avons besoin de nouvelles réglementations des marchés financiers […] Nous devons plus réglementer, mieux réglementer les marchés financiers […] il est impossible de répéter les erreurs du passé. […] Il faut que nous restions fermes et déterminés ». La chancelière a déploré « les montagnes de dettes que nous accumulons actuellement pour combattre la crise [même si] il n'y a aucune autre possibilité […] Une fois que nous aurons fait tout cela, nous devrons également trouver une voie pour avoir une économie vraiment durable ». Elle a aussi plaidé pour « une architecture institutionnelle du XXIe siècle. [Ce sera] un travail difficile dans les années à venir[…]il nous faut également une charte pour une économie à long terme raisonnable » comme il existe une charte des droits de l'Homme ». Mais « si on se contentait d'examiner uniquement les marchés financiers on ferait une erreur », la Chine dispose du « plus grand excédent de devises du monde avec quelque 2 000 milliards de dollars » alors qu'il y a un déficit des États-Unis très important. C'est « un facteur d'instabilité ».

- Vendredi 9 janvier 2009 : 
  - Le ministre des Finances, le social-démocrate (SPD) Peer Steinbrück, se rallie à la proposition de baisse d'impôts, ce qu'il rejetait jusqu'à présent, proposant que le taux d'imposition de base de l'impôt sur le revenu passe de 15 à 12 % et que l'abattement de base passe de 7 664 à 8 000 euros. Le coût de ces mesures serait de 4,7 milliards d'euros par an pour l'État. Seuls la moitié des Allemands sont soumis à l'impôt sur le revenu.
  - Accord signé entre l'organisme allemand chargé de récupérer les avoirs de l'ex-RDA (BvS) et le Parti communiste autrichien (KPÖ) sur la restitution du trésor de guerre de l'ancienne société d'import-export est-allemande Novum à savoir 240 millions d'euros (plus les intérêts). Cette société commerciale appartenait à l'ancien parti frère est-allemand SED. Le KPÖ va reverser à l'État allemand 120 millions d'euros mettant ainsi un terme à un marathon juridique vieux de plus de quinze ans. Le KPÖ avait obtenu gain de cause en 1996 devant le tribunal administratif de Berlin, mais la cour d'appel administrative de Berlin avait estimé en 2003 que la société appartenait au SED, une décision confirmée en dernière instance en 2006.

- Lundi 12 janvier 2009 : Les partis de la coalition gouvernementale allemande, CDU et SPD, ont officiellement adopté, un plan de relance exceptionnel de 50 milliards d'euros sur deux ans, prévoyant notamment des baisses d'impôts, de cotisations et de lourds investissements, visant à donner un coup de fouet à l'économie de la première puissance exportatrice mondiale menacée d'une grave récession[1].

- Mardi 13 janvier 2009 : le groupe de cosmétiques et d'adhésifs Beiersdorf, fabricant de la crème Nivea, annonce un bénéfice net en hausse de 25 % à « environ 553 millions d'euros » pour un chiffre d'affaires aussi en progrès de 8,4 % à 5,97 milliards d'euros.

- Mercredi 14 janvier 2009 : 

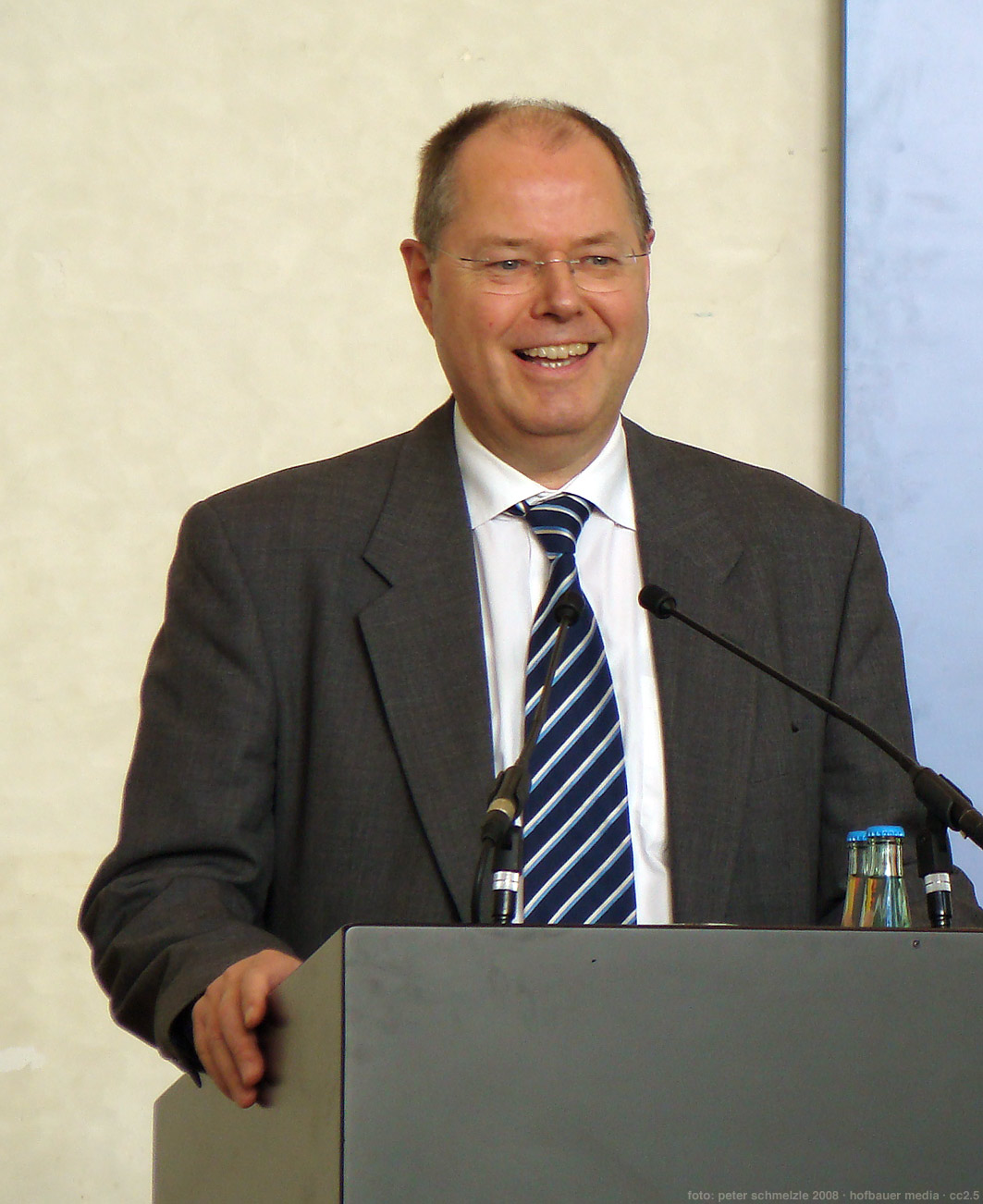
Peer Steinbrück,
(mai 2008)

  - Selon le ministre des Finances, Peer Steinbrück, le déficit du budget de l'État allemand sera « bien au-dessus » de 4 % du produit intérieur brut en 2010, mais pour 2009, il estime que les nouvelles dettes pourront être limitées à 3 % du PIB.
  - La compagnie des chemins de fer allemands a connu une grosse panne logistique — un blocage du réseau informatique central — qui a conduit à de nombreux retards de train, dus aux problèmes de signalisation et à des annulations, et à une paralysie du système de billetterie, la vente de billets au guichet ou dans des distributeurs situés dans les gares a par ailleurs été interrompue, tout comme sur le site internet de la DB, qui était paralysé[2].

- Jeudi 15 janvier 2009 : Selon l'Office fédéral des statistiques, l'inflation a atteint l'an dernier, avec 2,6 %, son plus haut niveau depuis quatorze ans en Allemagne, ce qui est à mettre sur le compte de la flambée des prix du pétrole (+9,6 %) et des produits alimentaires (+6,4 %). La hausse de la TVA en 2007 est un autre facteur qui a contribué à l'accélération de l'inflation 2008 car elle avait mis quelques mois à faire sentir tous ses effets.

- Vendredi 16 janvier 2009 : Selon le ministère de l'Environnement, quelque 1,8 million de salariés du pays, soit 4,5 % du total, travaillent dans des entreprises produisant des biens et services liés à la protection de l'environnement. Par économie verte, le ministère de l'Environnement désigne « toutes les entreprises qui produisent des biens et services contribuant à éviter, réduire ou supprimer des nuisances pour l'environnement ».

- Dimanche 18 janvier 2009 : Lors des élections régionales de Hesse (centre-ouest), l'Union chrétienne-démocrate (CDU) de la chancelière allemande Angela Merkel, a largement battu les sociaux-démocrates (SPD). La CDU recueille 37,2 % des suffrages (+0,4 pt), le SPD, empêtré dans la question de l'alliance avec la gauche radicale Die Linke – oui au niveau régional, non au niveau national – obtient seulement 23,7 % des suffrages (-13,0 pts), chutant à son plus bas niveau de tous les temps dans ce Land, le parti libéral FDP obtient 16,2 % des suffrages (+6,8 pts) ce qui est son meilleur score régional depuis 1956. CDU et FDP annoncent une alliance pour un gouvernement commun du Land. La chancelière Angela Merkel sort renforcée de cette consultation locale et espère que les chrétiens-démocrates (CDU) et les libéraux du FDP pourront avoir la majorité au Bundestag après les législatives de septembre.

- Lundi 19 janvier 2009 : L'État fédéral prend un ensemble de mesures de relance sans précédent dans l'histoire de la République fédérale allemande : le pacte pour l'emploi et la stabilité. Ce pacte - incluant les mesures déjà arrêtées les derniers mois - s'élève à un montant de plus de 80 milliards d'euros pour les deux années à venir, soit plus de 3 % du PIB allemand annuel. Les Länder et les communes devront engager des investissements supplémentaires considérables pour l'éducation et la formation, la technologie et les infrastructures. Un plan d'allégement de 18 milliards d'euros environ permettra la réduction des impôts et des cotisations pour les citoyens et les entreprises. Une offensive en faveur de la qualification devra permettre d'utiliser les temps de travail réduit et de chômage à la formation professionnelle pour accroître les chances sur le marché de l'emploi[3].

- Mardi 20 janvier 2009 : Le groupe de distribution Metro, n°2 européen de la distribution, annonce le lancement d'un vaste plan de restructuration et la réduction du nombre de ses employés, passant par la simplification de la structure et la réduction des coûts, ce qui permettra au groupe d'améliorer ses résultats à hauteur de 1,5 milliard d'euros d'ici 2012. Ceci pourrait se traduire par 15 000 suppressions d'emplois, soit 5 % des effectifs totaux du groupe.

- Mercredi 21 janvier 2009 : La police allemande a procédé à une vague de perquisitions dans le cadre de la lutte contre la pornographie infantile. Quelque 470 habitations ont été perquisitionnées depuis le début de l'opération, baptisée « Susi » et déclenchée depuis la veille au soir. Il s'agit d'une des plus importantes opérations de ce type dans le pays.

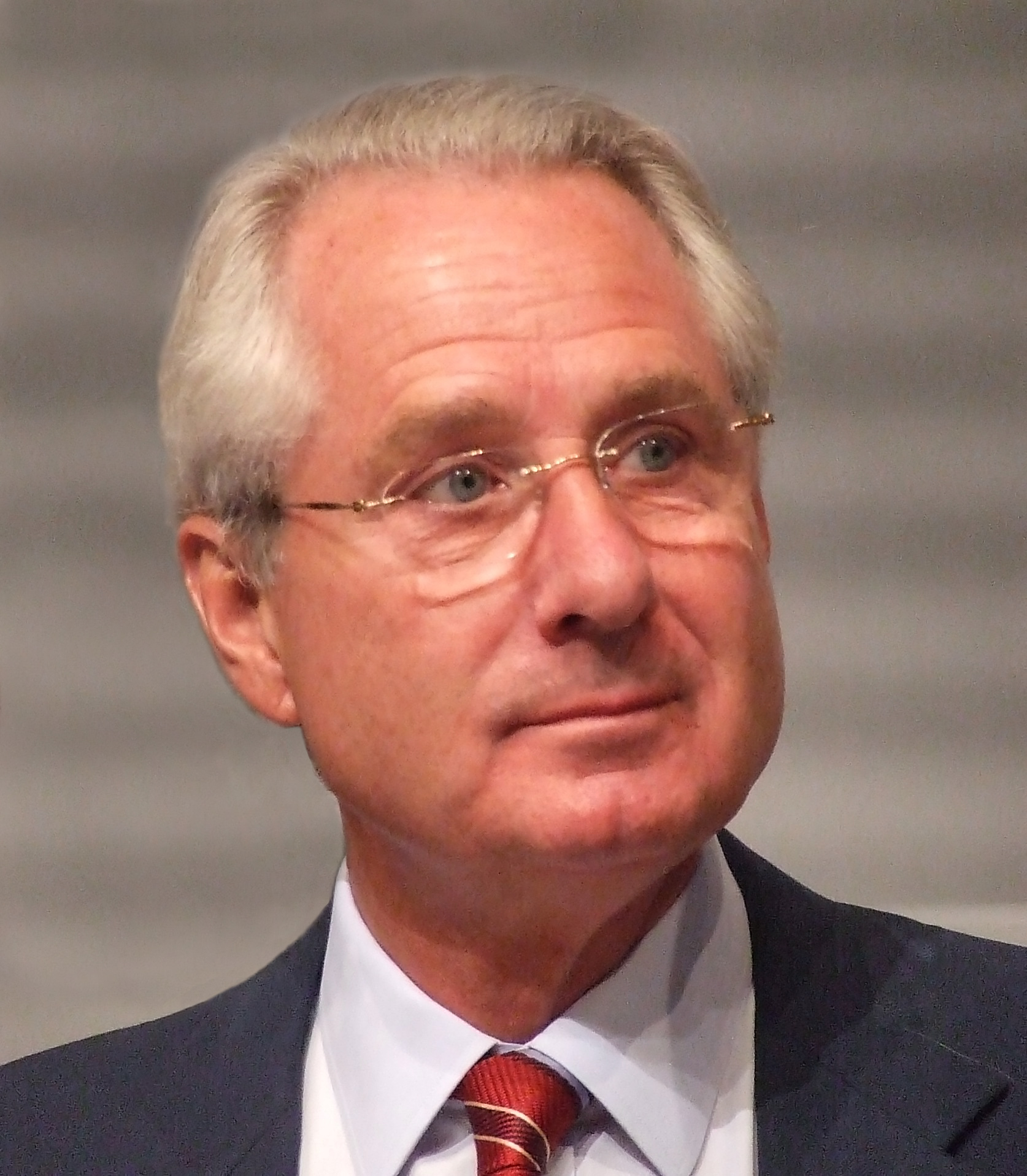
Klaus Zumwinkel
(mai 2007)

- Jeudi 22 janvier 2009 : L'ancien président du directoire de la Deutsche Post, Klaus Zumwinkel, reconnait, dès le premier jour de son procès à Bochum, avoir fraudé le fisc allemand : Je reconnais cette faute et j'en prends l'entière responsabilité. Cet aveu pourrait lui éviter la prison ferme. Le parquet lui reproche d'avoir soustrait à l'administration fiscale près d'un million d'euros entre 2002 et 2006, cachés dans une fondation au Liechtenstein.

- Lundi 26 janvier 2009 : 
  - Spectaculaire cambriolage dans le plus grand magasin de Berlin et d'Europe, le KaDeWe, sans déclencher le moindre système de sécurité. Le vol de bijoux se monte à 5 millions d'euros et a eu lieu pendant le week-end. Les caméras de vidéo ont été contournées par les voleurs, qui ont réussi à ne déclencher ni les détecteurs de mouvement, ni les alarmes sonores des vitrines.
  - Le groupe Siemens précise que sa participation de 34 % dans Areva NP, la filiale de réacteurs nucléaire sera vendu au groupe Areva pour un montant estimé de 2 milliards d'euros. Siemens, opérateur historique, explique que sa décision a été prise car il estime que sa marge de manœuvre est trop réduite au sein d'Areva NP, sa stratégie étant de « jouer un rôle actif dans les développements à venir ».
  - Création officielle à Bonn de l'Agence internationale pour les énergies renouvelables (IRENA), par cinquante pays — notamment l'Allemagne, l'Espagne et le Danemark — qui se sont engagés de longue date en faveur des énergies vertes. Au total, une centaine de nations sont présentes à la conférence inaugurale, même si certains grands pays (États-Unis, Chine, Japon, Brésil…) ne s'y associent pas dans l'immédiat.

- Mardi 27 janvier 2009 : 
  - Le gouvernement est décidé à prendre une participation majoritaire dans le capital de la banque de financement immobilier, Hypo Real Estate, qui lutte toujours pour sa survie malgré des aides publiques de plusieurs dizaines milliards d'euros. Pour cela, les sociaux-démocrates et les conservateurs ont trouvé un accord pour permettre à l'État allemand de s'affranchir de l'obligation faite par le droit allemand de lancer une offre publique d'achat sur l'ensemble de la banque Hypo Real Estate. L'État allemand a déjà pris une part de 25 % plus une action de la deuxième banque allemande Commerzbank, dans le cadre de son dispositif d'aide au secteur bancaire adopté à l'automne dernier et qui est doté de 80 milliards d'euros pour d'éventuelles recapitalisations.
  - Le gouvernement adopte un second biannuel plan de relance économique, d'un volume de 50 milliards d'euros — le plus important de l'après-guerre — alors que le pays s'enfonce dans la crise. Le plan qui comprend des dépenses importantes en matière d'infrastructure et des réductions d'impôts, entraînera une forte hausse du déficit public. Selon la chancelière Angela Merkel, ce second plan constitue  la décision la plus difficile (qu'elle) ait eu à prendre en matière de politique intérieure […] Ce plan constitue notre réponse à la crise économique internationale et nous estimons que face à une situation économique internationale extraordinaire nous avons besoin de mesures extraordinaires. Le premier plan de 31 milliards d'euros mis en œuvre à l'automne avait été très vite jugé insuffisant et timoré face à la gravité de la crise économique.
  - Les polices allemandes et néerlandaises démantèlent un réseau de trafic de drogue entre les deux pays. 14 personnes sont arrêtés dans les États fédérés de Brême, Schleswig-Holstein, Rhénanie-du-Nord-Westphalie et Hesse et 8 autres à La Haye aux Pays-Bas. Au total, 51 kilos d'héroïne, dont un en Allemagne sont saisis, avec du liquide, deux armes et 50 téléphones mobiles. Durant l'enquête préliminaire, 7 autres trafiquants avaient été arrêtés en Allemagne.

- Mercredi 28 janvier 2009 : Le groupe SAP, n°1 mondial des progiciels, annonce une réduction de 3 000 postes sur des effectifs mondiaux de 48 500 d'ici fin 2009 en réaction à la faiblesse de la demande dans le secteur.

- Jeudi 29 janvier 2009 : Le Conseil central des juifs en Allemagne décide de rompre tout contact avec l'Église catholique romaine, reprochant au pape Benoît XVI de « prendre sous son aile » l'évêque négationniste Richard Williamson.

- Vendredi 30 janvier 2009 : 
  - La chancelière allemande Angela Merkel, lors du Forum économique de Davos, souhaite que la crise financière mondiale conduise à la création d'un Conseil économique des Nations unies fondé sur une charte en faveur de l'ordre économique mondial, à l'image du Conseil de sécurité créé à la fin de la Seconde Guerre mondiale.
  - Mort de Hans Beck (79 ans), créateur des figurines Playmobil, « des suites d'une grave maladie ». L'entreprise Geobra Brandstätter, basée à Zirndorf (Bavière, sud) a produit et vendu depuis 1974 plus de 2,2 milliards de ces figurines articulées en plastique de 7,5 centimètres de haut, taille « idéale pour une main d'enfant »[4].

### Février 2009
- Lundi 2 février 2009 :  Un soldat américain, Andre Shepherd (31 ans), en service dans une base américaine en Allemagne et  qui a déserté parce qu'il ne voulait pas servir en Irak, a déposé une demande d'asile devant l'Office allemand chargé de l'immigration, affirmant qu'il risque la prison s'il est expulsé. Une directive de l'Union européenne de 2004 stipule que le droit d'asile doit être accordé aux individus qui refusent de participer à un conflit lorsque cela supposerait de commettre des « crimes de guerre ou des crimes contre l'humanité »[5].

- Mardi 3 février 2009 : 

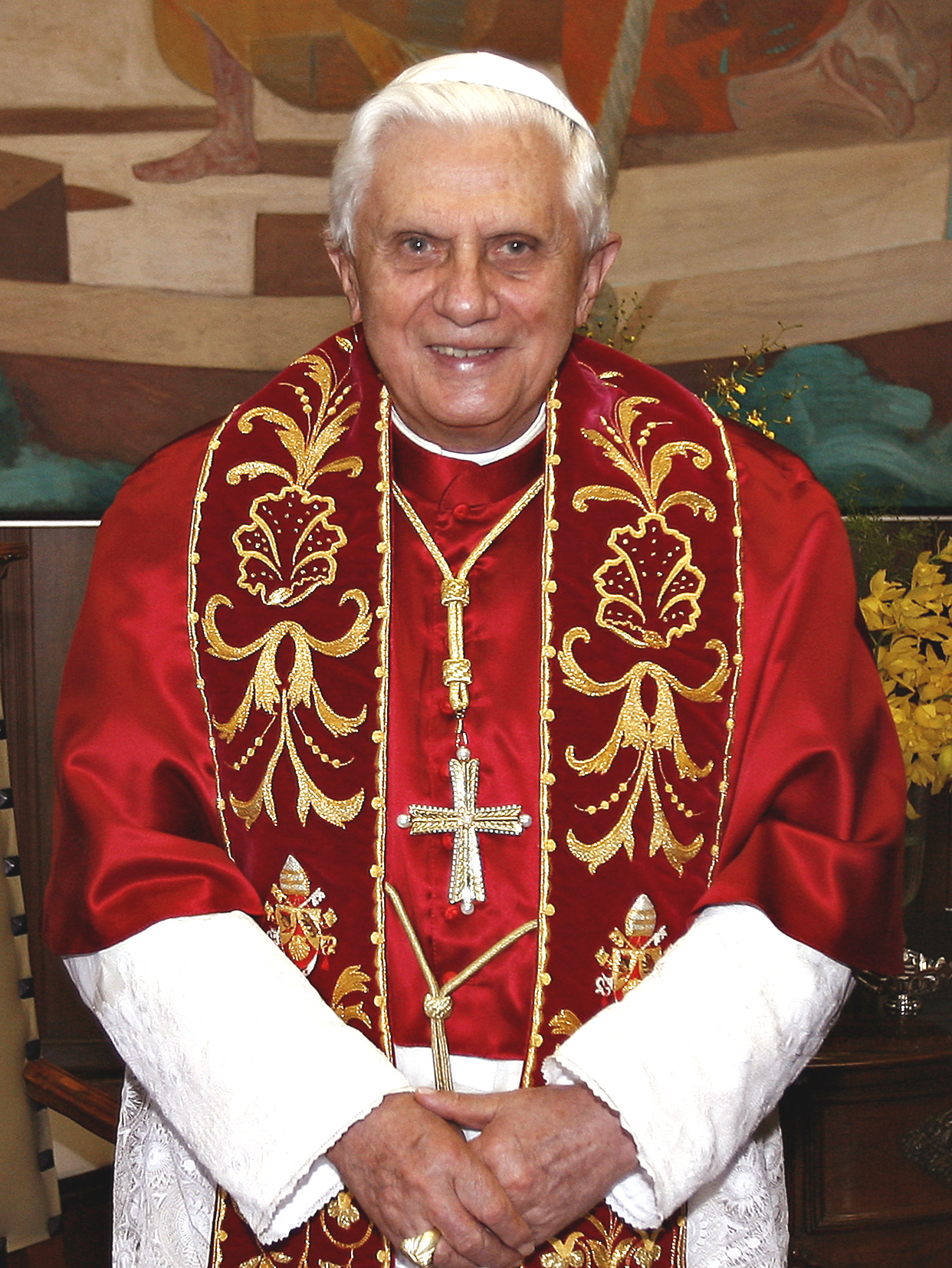
Benoît XVI
(mai 2007)

  - L'équipementier Schaeffler annonce la mise en chômage partiel de 20 000 salariés, soit les 2/3 de ses effectifs, pendant six mois, en raison de la crise persistante du marché automobile. Le temps de travail sera réduit de 20 % soit un jour travaillé en moins chaque semaine. Le groupe familial, spécialiste des roulements à billes, emploie 31 000 personnes réparties sur 25 sites.
  - Accord de principe entre la France et l'Allemagne pour l'installation d'un bataillon allemand de 500 à 800 soldats dans l'est de la France dans le cadre de la brigade franco-allemande.
  - Après l'affaire de la réintégration d'un évêque négationniste, la chancelière Angela Merkel attend de la part du pape Benoît XVI une « clarification ». Dans une déclaration très ferme, elle  réclame de son compatriote  qu'il rejette sans ambiguïté toute négation de la Shoah, estimant  qu'« il revient au pape et au Vatican de dire très clairement que l'on ne peut pas nier l'Holocauste ».

- Mercredi 4 février 2009 : 
  - Selon la télévision ZDF, Aribert Heim, dit « Le médecin de la mort », né en Autriche et détenteur de la nationalité allemande, l'un des  criminels nazis les plus recherchés au monde, disparu depuis un demi-siècle, serait mort d'un cancer en 1992, en Égypte, où il s'était converti à l'islam et y vivait sous une fausse identité.  ZDF indique avoir eu copie de l'acte de décès. Heim, qui a longtemps été en deuxième position sur la liste des criminels nazis les plus recherchés au monde, après Alois Brunner, est considéré comme l'un des criminels de guerre nazis les plus sadiques. Il est soupçonné d'avoir assassiné et torturé des centaines de détenus du camp de concentration de Mauthausen en leur injectant du poison dans le cœur ou en effectuant des éviscérations sans anesthésie.
  - Le numéro deux mondial de la réassurance, l'allemand Munich Re, annonce  un bénéfice net de 1,5 milliard d'euros en 2008,  selon des chiffres encore provisoires.
  - La compagnie ferroviaire publique Deutsche Bahn et l'opérateur de téléphonie Deutsche Telekom reconnaissent avoir procédé à des opérations de surveillance de grande ampleur de leurs salariés afin de traquer d'éventuels actes de corruption. La  Deutsche Telekom a confirmé des informations de presse selon lesquelles l'entreprise a passé au crible en 2006, mais aussi depuis 2002, les données bancaires de plus de 100 000 salariés, en les comparant à celles de fournisseurs pour mettre au jour d'éventuelles sociétés-écrans. Selon l'entreprise, cette opération répondait à des exigences américaines de lutte contre la corruption, et qu'elle a  été menée en interne, en coordination avec des représentants des salariés. La Deutsche Bahn a confirmé qu'en 2005 elle avait passé en revue les données personnelles de 173 000 salariés  à la recherche de coïncidences douteuses avec celles des fournisseurs[6].

- Jeudi 5 février 2009 : La première banque allemande, la Deutsche Bank, annonce la première perte nette de son histoire, d'un montant de 3,9 milliards d'euros.

- Vendredi 6 février 2009 : 
  - Le constructeur automobile BMW annonce un chiffre d'affaires 2008 à 53,2 milliards d'euros en baisse de 5 %.
  - Le vice-président Joe Biden réalise sa  première intervention à la conférence sur la sécurité annuelle de Munich  et lance un message d'ouverture aux dirigeants de la planète : « Nous allons pratiquer le dialogue. Nous allons écouter. Nous allons consulter. L'Amérique a besoin du reste du monde tout comme, je crois, le reste du monde a besoin de l'Amérique ».
  - Le patron de la Deutsche Bahn, Hartmut Mehdorn (de), présente officiellement ses excuses au personnel de la  compagnie ferroviaire allemande après avoir reconnu avoir consulté secrètement près des trois quarts de ses 237 000 employés de  2002 à 2005.

- Samedi 7 février 2009 : 

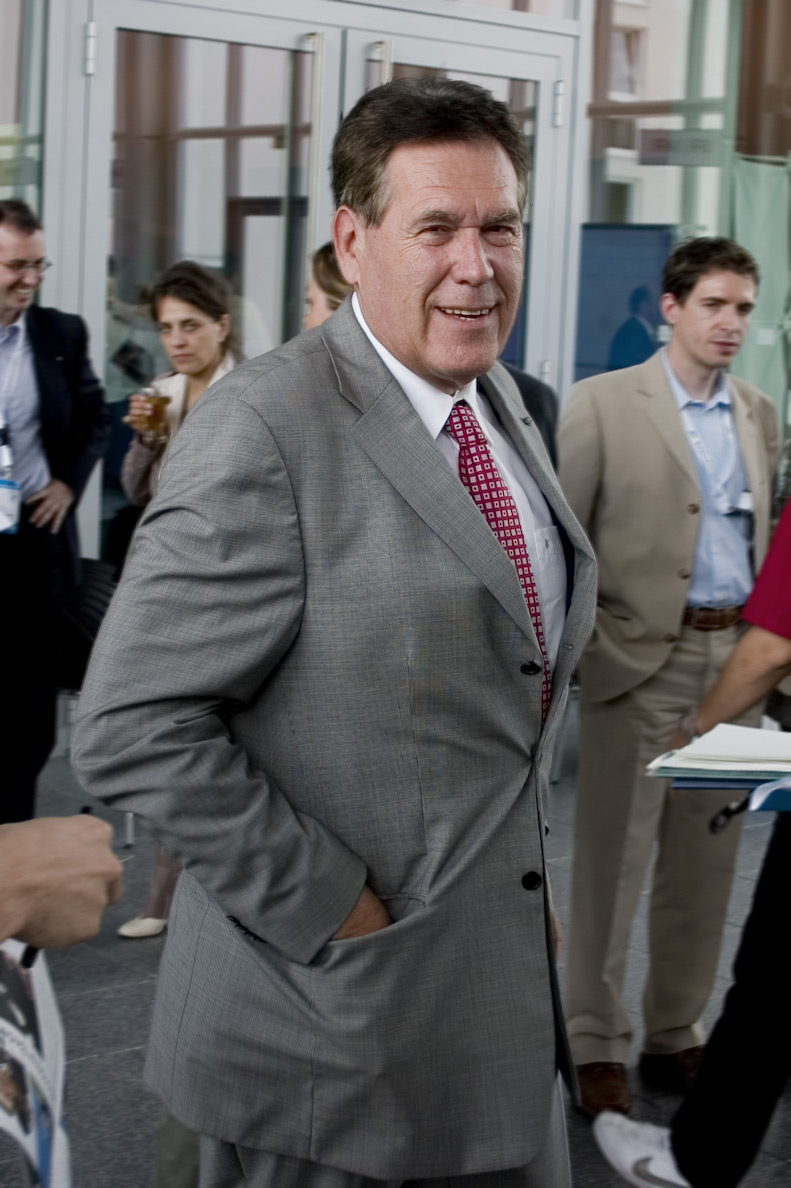
Michael Glos
(juillet 2005)

  - Le ministre français de la Défense, Hervé Morin, annonce le rapatriement, « en principe en 2010 », du  bataillon français de Sarrebourg vers Bitche, dans l'Est de la France.
  - Le ministre  de l'économie, Michael Glos, donne  sa démission, dans un courrier adressé au chef de son parti, la CSU, et en a informé  la chancelière Angela Merkel, invoquant son âge (65 ans) et un besoin de « renouvellement » au sein de la CSU.
  - Un Allemand de 30 ans, membre présumé de l'organisation terroriste Al-Qaïda et soupçonné d'avoir apporté une aide logistique au réseau d'Oussama ben Laden, est arrêté à l'aéroport de Stuttgart à son entrée sur le territoire allemand. Il faisait l'objet d'un mandat d'arrêt car soupçonné d'avoir fourni entre 2004 et fin 2006 de l'argent liquide et du matériel militaire à un autre membre présumé de l'organisation, Aleem N., arrêté en Allemagne en 2008[7].

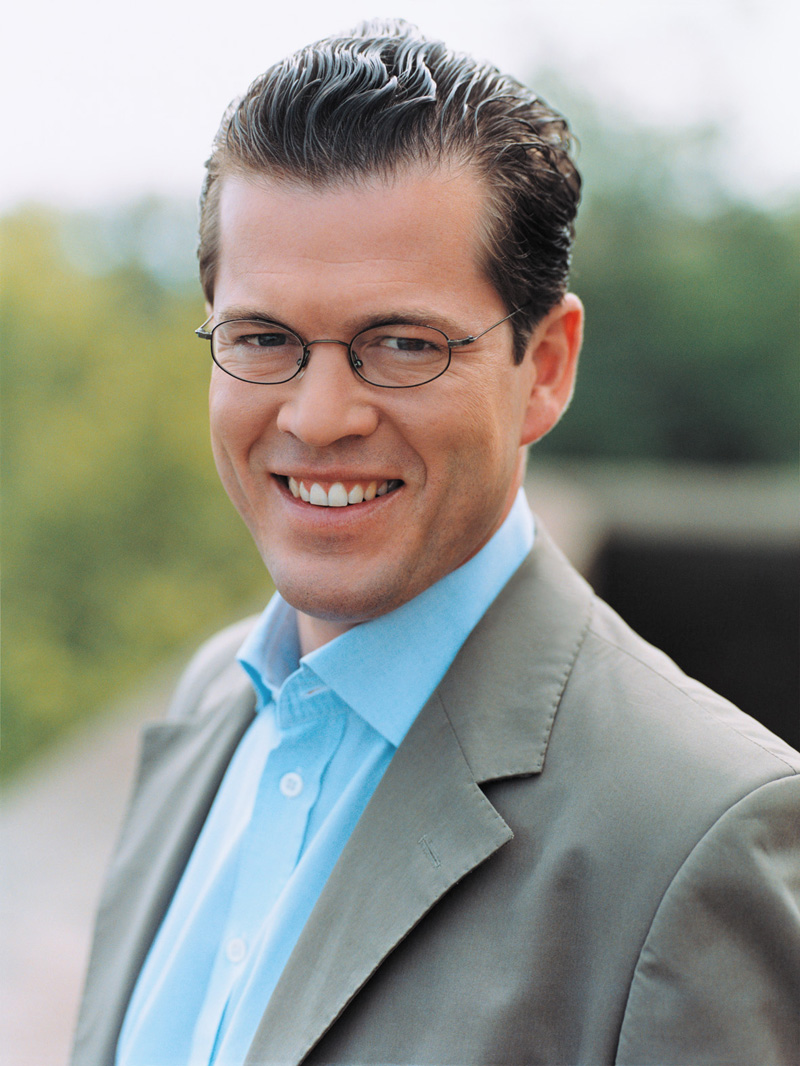
Karl-Theodor zu Guttenberg
(novembre 2006)

- Lundi 9 février 2009 : Le baron Karl-Theodor zu Guttenberg, secrétaire général de la CSU (Union chrétienne-sociale) est choisi par son parti pour être le nouveau  ministre de l'Économie à la place du démissionnaire Michael Glos. Issu d'une lignée d'aristocrates bavarois traditionnellement impliqués en politique, il est plutôt considéré comme un spécialiste des affaires étrangères.

- Mercredi 11 février 2009 : Le constructeur d'automobiles Volkswagen  annonce une alliance avec le groupe japonais Toshiba axée sur le développement de moteurs qui doit l'aider à réaliser son ambition de devenir le premier constructeur de voitures électriques sûres et accessibles au plus grand nombre. La coopération portera sur le développement de moteurs électriques et d'appareils électroniques pour une nouvelle famille de véhicules : « L'objectif de Volkswagen est d'être le premier constructeur à proposer des solutions en série pour des véhicules électriques à zéro émission, abordables financièrement et sûrs ».

- Jeudi 12 février 2009 : Mort à Hambourg de la plus célèbre prostituée d'Allemagne, Domenica Niehoff (63 ans), qui officia dans les années 1960 à 1990. Vedette de nombreuses émissions télévisées et propriétaire d'un bordel elle a plaidé pendant toutes ces années en faveur des droits des prostituées.

- Vendredi 13 février 2009 : 
  - Le groupe Siemens annonce l'extension du  chômage partiel, qui va concerner au total 7 400 personnes en Allemagne au lieu de 4 600 jusqu'ici sur les 131 000 employées. Les nouvelles mesures de chômage technique vont surtout concerner les  salariés d'Osram (ampoules électriques). L'entreprise veut « recourir au chômage partiel ainsi qu'à des réductions du temps de travail, à l'épuisement des comptes d'heures supplémentaires ou à des mutations de personnel d'une usine à l'autre pour garantir les emplois ». Le gouvernement allemand a considérablement étendu sa prise en charge du chômage partiel afin d'éviter au maximum des licenciements, alors que la crise s'abat sur le marché du travail.
  - Le Bundestag, chambre basse du parlement, adopté le second plan de relance du gouvernement, le plus vaste de l'après guerre, d'un montant de 50 milliards d'euros. Les conservateurs de la CDU-CSU et les sociaux-démocrates du SPD, membres de la coalition ont voté pour le plan, l'opposition (libéraux du FDP, Verts et la gauche radicale Die Linke) s'est prononcée contre. Le nouveau ministre de l'économie Karl-Theodor zu Guttenberg estime qu'il s'agit  d'une « crise comme l'Allemagne unifiée n'en a jamais connue, par sa rapidité, sa dimension internationale et ses conséquences pour notre conjoncture ». Le plan  comprend des baisses d'impôt d'un montant de quelque 18 milliards d'euros pour les particuliers et pour les entreprises et un grand programme d'investissement dans l'infrastructure de plus de 17 milliards d'euros. S'y ajoutent des mesures d'incitation à l'achat de voitures neuves (« prime à la casse » de 2 500 euros), la création d'un fonds de 100 milliards d'euros de garanties aux entreprises en mal de financement, et des primes pour les familles (100 euros par enfant). Le plan entraînera une forte hausse du déficit public, qui devrait atteindre au moins 36,9 milliards d'euros en 2009, passant « bien au-dessus » de 4 % du PIB.

- Samedi 14 février 2009 :
  - Rassemblement annuel traditionnel à Dresde de quelque six mille manifestants (selon la police) néonazis et d'extrême droite. La « Trauermarsch » (marche funèbre) qui a lieu tous les ans à Dresde est une manifestation traditionnelle des néonazis allemands, qui commémorent ainsi le bombardement de la ville, les 13 et 14 février 1945 par les forces alliées, et rendent hommage aux quelque 25 000 victimes civiles.
  - La skieuse Maria Riesch est devenue championne du monde de slalom en ski alpin à Val d'Isère.
  - « La teta asustada », le deuxième film de la Péruvienne Claudia Llosa (32 ans) obtient l'Ours d'or du meilleur film à la 59e Berlinale.

- Mardi 17 février 2009 : Le ministre des Affaires étrangères, Frank-Walter Steinmeier est en visite à Bagdad, la première d'un ministre allemand des Affaires étrangères en Irak en plus de vingt ans. Il est reçu par son homologue Hoshyar Zebari et rencontrer le président Jalal Talabani ainsi que le premier ministre Nouri al-Maliki. Il doit aussi inaugurer un consulat d'Allemagne à Erbil, capitale du Kurdistan irakien. Le premier ministre irakien affirme que son pays ne tient pas rigueur à l'Allemagne pour ne pas avoir participé à l'intervention de 2003 qui a renversé le dictateur Saddam Hussein.

- Mercredi 18 février 2009 : 
  - La  banque Commerzbank, deuxième banque allemande, annonce  un bénéfice net 2008 de  3 millions d'euros, terminant de justesse dans le vert après un très mauvais quatrième trimestre.
  - La banque du constructeur Volkswagen annonce  avoir obtenu des garanties publiques allant jusqu'à deux milliards d'euros pour garantir le refinancement de ses crédits automobiles dans le cadre du vaste plan d'aide au secteur bancaire doté de 480 milliards d'euros au total et géré par le fonds public Soffin.
  - L'équipementier Continental AG annonce avoir essuyé une perte nette de 1,12 milliard d'euros en 2008, en raison de dépréciations massives dans ses divisions automobiles.

- Mardi 24 février 2009 : Devant l'urgence de la situation, le  gouvernement allemand serait  prêt à accorder un crédit au constructeur automobile en difficultés Opel  Selon le syndicaliste Armin Schild, membre du conseil de surveillance d'Opel, le groupe a besoin d'au moins 3,3 milliards d'euros de capital pour survivre. Certains responsables politiques vont plus loin et demandent que l'État fédéral entre au capital d'Opel, plombé par les déboires de sa maison-mère, l'américain General Motors. Le gouvernement attend qu'Opel présente un concept viable pour la poursuite de ses activités avant de lui accorder des garanties. Ceci devrait être fait vendredi lors d'une réunion du conseil de surveillance, et une séparation d'avec GM est envisagée.

- Mercredi 25 février 2009 : 
  - Les deux aéroports de Berlin sont  totalement paralysés  par une grève des personnels au sol, notamment des pompiers, qui réclament des augmentations de salaire.
  - Des entreprises allemandes ont remporté  des contrats d'une valeur totale de « plus de 10 milliards de dollars » auprès de groupes chinois, a annoncé  à Berlin le ministre chinois du commerce, Chen Deming. Trente-six commandes au total ont été signées. L'Allemagne est la première étape d'une tournée européenne d'une délégation de quelque 200 sociétés chinoises, qui doit passer par la Suisse, l'Espagne et la Grande-Bretagne, mais qui évite la France pour cause de tension à propos du Tibet.

- Jeudi 26 février 2009 : Dans le cadre d'une journée d'action européenne des salariés de la maison mère General Motors (GM), 15 à 18 000 salariés d'Opel, inquiets pour l'avenir de leur emploi, manifestent à Rüsselsheim,  principal site de production et siège d'Opel. En Allemagne comme ailleurs, les manifestants rejettent l'idée d'une fermeture d'usine et de licenciements alors GM  a annoncé une vaste restructuration de ses activités, notamment en Europe où il emploie 55 000 salariés.  Le comité d'entreprise européen, à l'origine de la mobilisation, demande une entreprise autonome Opel/Vauxhall et une solution séparée viable pour le suédois Saab.

- Samedi 28 février 2009 : 
  - Le constructeur automobile Volkswagen annonce la suppression d'ici fin 2009 de tous ses emplois intérimaires, qui étaient au nombre de 16 500 fin 2008.
  - L'État allemand est prêt à apporter jusqu'à 5 milliards d'euros au constructeur automobile Opel dans le cadre d'un plan de sauvetage solide du groupe, mais il estime non viable celui présenté, vendredi 27 février, par sa maison-mère General Motors. En contrepartie des  garanties publiques et des crédits accordés il pourrait  prendre une participation « temporaire » allant jusqu'à 20 % du capital par le biais des quatre États régionaux (LHnder) où sont localisées les usines Opel.

### Mars 2009
- Mardi 3 mars 2009 : 

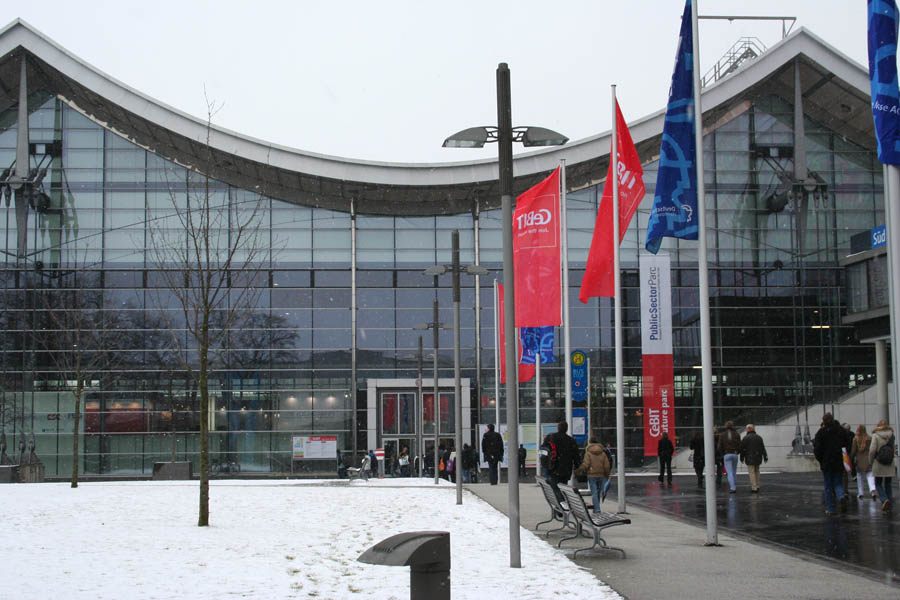
Extérieur Cebit 2006

  - Ouverture à Hanovre du plus grand Salon européen des nouvelles technologies, le CeBIT. Quelque 4 300 entreprises de l'informatique et des télécommunications y présentent leurs derniers produits. La réduction de l'impact de l'informatique sur l'environnement est un des thèmes forts de cette édition 2009, l'espace consacré aux « technologies vertes » est cinq fois plus important qu'en 2008.
  - Selon l'Office allemand pour la sécurité informatique, qui a présenté son rapport annuel à l'occasion du CeBIT, la cybercriminalité en Allemagne, qu'il s'agisse d'envoi de courriers électroniques indésirables (spams) ou de piratage d'ordinateurs à distance, a pris une dimension « catastrophique », « la situation est sérieuse, elle est encore plus catastrophique que nous ne le redoutions ». L'Office a constaté une augmentation importante du nombre des spams, et assure être confronté moins à des pirates informatiques isolés qu'à des organisations relevant du crime organisé dont les gains se chiffrant « en milliards d'euros ». Il a aussi appelé dans son rapport à la plus grande prudence concernant les réseaux de sociabilité par internet du type Facebook, via lesquels des criminels peuvent accéder facilement à des informations privées.
  - Les ventes de voitures neuves ont bondi en Allemagne de 22 % en février sur un an, essentiellement grâce à la prime à la casse. Parallèlement, les ventes à l'export, autrefois principal soutien du marché, se sont effondrées en février de 51 % tandis que la production reculait de 47 %.
  - Le bâtiment des Archives de Cologne s'effondre pour des raisons encore inconnues entraînant dans sa chute un immeuble d'habitation voisin. Tous les employés des archives « du dernier étage au sous-sol » ont pu s'échapper en trois minutes avant l'écroulement de ce bâtiment datant de 1971. Deux personnes ont été ensevelis sous les décombres du bâtiment voisin. Les pertes matérielles sont  importantes car les  documents ensevelis sont menacés par une  montée des eaux. Les archives contenaient notamment des manuscrits du Xe siècle et  des originaux du compositeur Jacques Offenbach et du Prix Nobel de littérature Heinrich Böll, tous deux natifs de Cologne, ce qui représenterait une « perte culturelle » pour toute l'Allemagne, selon la municipalité.

- Jeudi 5 mars 2009 : 
  - Un député membre de la direction du groupe parlementaire social-démocrate, Jörg Tauss (55 ans), chargé de la formation, des médias et de la recherche, est soupçonné « de possession de pornographie infantile » après son implication dans le cadre d'une enquête du parquet de Karlsruhe. Le Bundestag réuni en session plénière avait préalablement levé l'immunité du député.  La police a perquisitionné son bureau de Berlin et son domicile du Bade-Wurtemberg[8].
  - Le « Neues Museum » de Berlin rouvre ses portes après 10 ans de rénovation pour un coût de 200 millions d'euros. Construit en 1843 par l'architecte prussien Friedrich Stler il est inscrit au patrimoine mondial de l'Unesco  depuis l'an 2000. Il avait été fortement endommagé par les bombardements de la Seconde Guerre mondiale et laissé à l'abandon par les autorités est-allemande.

- Samedi 7 mars 2009 : Le constructeur automobile Opel menace de fermer trois sites en Europe — deux en Allemagne (Bochum et Eisenach), un en Belgique (Anvers) — et de supprimer un cinquième de ses 55 000 emplois. Le but est d'économiser 1,2 milliard de dollars (949 millions d'euros) en frais de personnel.

- Lundi 9 mars 2009 : Helg Sgarbi (44 ans), surnommé « le gigolo suisse » par la presse, est  condamné à six ans de prison pour avoir séduit dans des hôtels de luxe et fait chanter quatre femmes fortunées, dont Susanne Klatten (46 ans), la femme la plus riche d'Allemagne, héritière de BMW. L'accusé a reçu de ces 4 femmes quelque 9,4 millions d'euros.

- Mardi 10 mars 2009 : Les exportations de la  première économie exportatrice du monde  ont baissé de 20,7 % sur un an en janvier. L'Allemagne a dégagé en janvier un excédent commercial se montant à 8,5 milliards d'euros, deux fois moins élevé qu'en janvier 2008. Très dépendante du commerce extérieur pour son dynamisme économique, l'Allemagne souffre plus que d'autres économies européennes de la récession mondiale et s'attend à un recul de 2,25 % de son produit intérieur brut 2009.

- Mercredi 11 mars 2009 : 
  - Le constructeur aéronautique canadien Bombardier annonce avoir reçu du groupe Lufthansa une commande ferme de 30 avions de sa nouvelle série CSeries, pour un montant de 1,53 milliard de dollars américains.
  - Le parquet de Munich annonce avoir retenu contre l'ex-nazi John Demjanjuk (88 ans), 29 000 chefs d'inculpation pour complicité de meurtres à l'époque où il était gardien du camp d'extermination de Sobibor, en Pologne. Il est accusé d'avoir participé aux meurtres commis dans le camp entre mars et septembre 1943, « à ce titre, il s'est rendu complice du meurtre d'au moins 29 000 personnes de confession juive ». Son extradition va être demandée aux États-Unis où il vit  dans la banlieue de Cleveland (Ohio). Natif de l'Ukraine, Demjanjuk avait migré aux États-Unis en 1952 et obtenu la nationalité américaine en 1958. Niant les faits qui lui sont reprochés, il a affirmé avoir servi dans l'armée soviétique et avoir été prisonnier de guerre après sa capture par l'Allemagne en 1942[9].
  - À Stuttgart, un adolescent de 17 ans, Tim Kretschmer, armé d'un pistolet Beretta appartenant à son père – membre d'un club de tir – tue 16 personnes et en blesse 8 autres, la plupart dans le collège Albertville de Winnenden, avant d'être lui-même abattu par la police. Le forcené a d'abord tué neuf élèves, dont huit filles, et trois enseignantes, dans son ancienne école, puis trois autres personnes dont une devant une clinique psychiatrique où il avait été soigné.

- Vendredi 20 mars 2009 : 
  - Pour l'ensemble de l'année 2009, le gouvernement table sur un recul du PIB de 2,25 %. La récession s'accélère au premier trimestre l'économie allemande étant très dépendante de l'effondrement de ses exportations, estime aujourd'hui le ministère des Finances dans son rapport mensuel.
  - Les relations entre la Suisse et l'Allemagne tournent à l'aigre après les attaques allemandes contre le secret bancaire helvétique, à deux semaines de la réunion du G20 qui doit publier une liste noire des paradis fiscaux. Un député suisse, Thomas Müller du parti démocrate-chrétien, a mené dans le quotidien Bild une attaque directe contre le ministre allemand des Finances, Peer Steinbrück : « La Gestapo en Allemagne constituait une élite. Quelqu'un comme Steinbrück me rappelle justement cela, dans toute son apparence. Il est intransigeant, sans égards, et présomptueux ».
  - Le groupe sidérurgique ThyssenKrupp, également connu pour ses ascenseurs, annonce la prochaine suppression de plus de trois mille emplois en réponse à la chute de la demande. C'est le premier grand groupe industriel allemand à lancer un vaste plan social touchant les salariés permanents depuis le début de la crise.
  - Le fabricant de céramique Villeroy et Boch annonce la prochaine suppression d'environ 900 emplois, soit un dixième de ses effectifs.

- Samedi 21 mars 2009 : Cinq des familles de victimes du massacre commis il y a dix jours par un adolescent appellent les autorités à renforcer la loi sur les armes et à interdire les jeux vidéo violents. Les familles réclament que le contact des adolescents avec les armes à feu soit empêché, que les jeux vidéo violents dont l'objectif est de tuer soient interdits et que les scènes de violence à la télévision soient limitées, avec l'introduction de quotas prenant en compte les heures où les enfants sont susceptibles de regarder le petit écran. Elles plaident aussi pour que soit imposé un maintien de l'anonymat du tueur, afin de ne pas le « glorifier » estimant que « c'est un point central pour empêcher des actes d'imitation ».

- Dimanche 22 mars 2009 : 
  - Un fonds d'investissement public d'Abou Dabi, Aabar Investissements, a pris 9,1 % du constructeur automobile Daimler en souscrivant à une augmentation de capital pour un montant de 1,95 milliard d'euros.
  - La chancelière Angela Merkel exclut une participation directe de l'État au capital d'Opel pour sauver le constructeur automobile qui réclame 3,3 milliards d'euros à l'État allemand pour éviter la faillite.

- Mardi 24 mars 2009 : 
  - Selon un rapport interne du ministère de l'économie, l'Allemagne, très dépendante des exportations – elles représentent 40 % de son produit intérieur brut (PIB) – pourrait voir une contraction de son PIB de 4 % à 4,5 % en 2009. La Bundesbank, dans son rapport mensuel, affirme que « le fort ralentissement de l'économie mondiale affecte de plus en plus la production économique en Allemagne ».
  - Le groupe de distribution Metro annonce une hausse de son bénéfice d'exploitation (Ebit) 2008 avant effets exceptionnels de 7,1 % sur un an soit 2,2 milliards d'euros. Le groupe basé à Düsseldorf confirme un chiffre d'affaires 2008 de 68 milliards l'an dernier. En janvier, il avait annoncé une réduction de ses investissements et une coupe claire dans ses effectifs, avec la suppression de 15 000 postes, soit 5 % de ses effectifs, d'ici 2012. Par ailleurs, le groupe va faire son entrée sur le marché chinois via ses magasins Media Markt.

- Mercredi 25 mars 2009 : 
  - L'association patronale BusinessEurope élit à sa présidence l'ex-patron des patrons allemands, Jürgen Thumann (67 ans). Il remplacera à partir du 1er juillet 2009 le Français Ernest-Antoine Seillière (71 ans). Jürgen Thumann a été président de la Fédération de l'industrie allemande (BDI), l'organisation patronale la plus influente du pays, de 2005 à 2008.
  - Une maison d'enchères d'Angleterre, Mullock's dans le Shropshire, annonce qu'elle allait proposer prochainement à la vente des toiles d'Adolf Hitler. Les 13 toiles sont pour la plupart des aquarelles et incluent un autoportrait pour lequel Adolf Hitler s'est représenté assis sur un pont. « Le vendeur est un important collectionneur d'objets de la Seconde Guerre mondiale; il les a achetées à celui qui les a saisies en 1945 », un soldat britannique qui se trouvait alors à Essen. « Il en a vendu certaines il y a des années et elles avaient alors été évaluées par un expert » mais il a laissé le reste dans un garage oubliant leur existence jusqu'à ce qu'il les retrouve il y a un mois ou six semaines[10].

- Vendredi 27 mars 2009 : la Commerzbank, deuxième banque allemande, incluant la Dresdner Bank, récemment acquise, annonce une perte nette 2008 de 6,6 milliards d'euros.

- Samedi 28 mars 2009 : l'État a pris une participation directe d'environ 8,7 % du capital pour 60 millions d'euros au sein de la banque en grande difficulté Hypo Real Estate (HRE), via le fonds fédéral d'aide au secteur bancaire. Ce même fonds avait déjà apporté 52 milliards de garanties publiques à la banque pour éviter sa faillite.

- Mardi 31 mars 2009 : 
  - Le constructeur de voitures de sport Porsche a vu son bénéfice net plus que quadrupler au premier semestre de son exercice décalé août 2008/ juillet 2009, à 5,55 milliards d'euros grâce au bond de la valeur boursière de sa part dans Volkswagen.
  - Le ministre de l'Intérieur prononce l'interdiction de la Heimattreue Deutsche Jugend (Association de jeunesse fidèle à la patrie), une organisation d'extrême droite fondée en 1990, en raison de ses liens avec des groupuscules néo-nazis. Elle est surtout connue pour ses camps de vacances où enfants et adolescents sont exposés à une discipline militaire et à l'idéologie néo-nazie.

### Avril 2009
- Mercredi 1er avril 2009 : 
  - Le marché automobile allemand a bondi de 40 % sur un an en mars à 401 000 unités, bénéficiant de la prime à la casse et d'un nombre de jours ouvrés plus important que l'an passé.
  - La régie des transports berlinois (BVG) n'a pas voulu délivrer d'autorisation pour l'affichage de la campagne « Dieu (selon toute vraisemblance) n'existe pas » sur les autobus lancées par un collectif d'athées, début janvier, en Grande-Bretagne. Cette campagne a déjà essaimé avec succès au Canada, en Australie, en Italie et en Espagne.

- Lundi 6 avril 2009 : Le discounter Lidl fait face à un nouveau scandale d'espionnage. Il annonce le départ immédiat de son responsable pour l'Allemagne, Frank-Michael Mros, reconnaissant de fait l'existence depuis 2008 d'un recensement des données à caractère personnel concernant l'état de santé de ses salariés, tels que l'avait découvert le magazine Der Spiegel.

- Mardi 7 avril 2009 : 

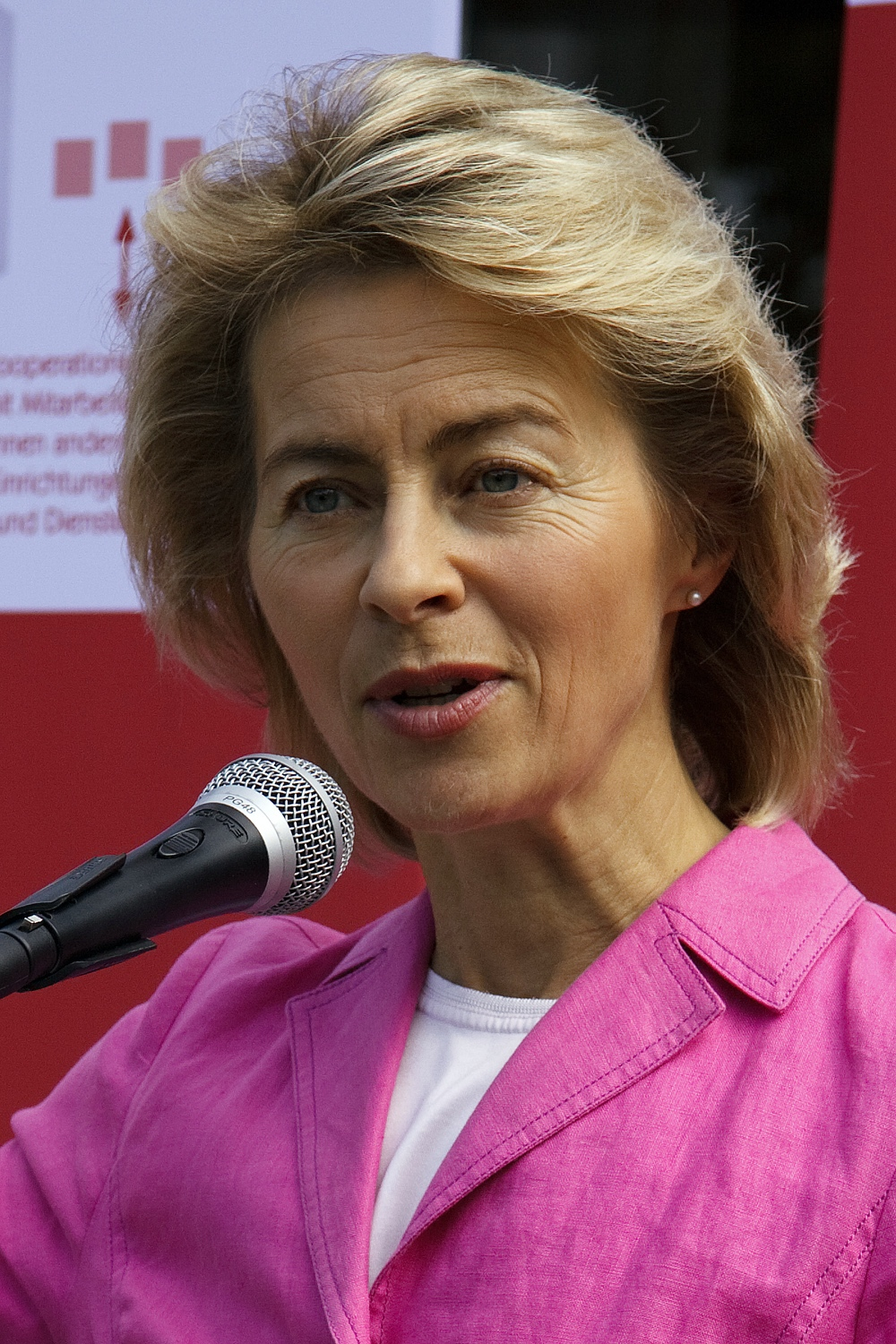
Ursula von der Leyen
(septembre 2009)

  - La ministre de la Famille, Ursula von der Leyen annonce que le nombre des naissances 2008 en Allemagne est en baisse de 1,1 % à 675 000 contre 683 000 en 2007 et 671 000 en 2006.
  - Fusillade au tribunal de Landshut (Bavière). Un sexagénaire ouvre le feu dans la salle du tribunal : deux personnes sont tuées et deux autres grièvement blessées.

- Lundi 13 avril 2009 : Une trentaine de véhicules de l'armée allemande ont été incendiés dans la nuit de dimanche à lundi sur un parking militaire à Dresde (sud-est).

- Jeudi 16 avril 2009 : La police allemande a identifié quelque 9 000 pédomanes dans le monde, dont un millier en Allemagne, grâce à un logiciel spécialisé permettant aux enquêteurs de surveiller le WEB 24 heures sur 24 en repérant les téléchargement d'images pédopornographiques. Un certain nombre de suspects ont pu déjà être interpellés à travers le monde, notamment au Brésil, au Canada, en Moldavie, en Nouvelle-Zélande, en Autriche, en Suisse et aux États-Unis.

- Vendredi 17 avril 2009 : 
  - Le gouvernement lance son offre d'achat de 290 millions d'euros sur la banque en difficulté Hypo Real Estate, qu'il veut entièrement nationaliser. La situation financière de la banque est dramatique malgré les 102 milliards d'euros de garanties essentiellement publiques dont elle a déjà bénéficié.
  - La collision d'un train de voyageurs et d'un train de marchandises dans une gare du nord de Berlin blesse 24 personnes dont 5 grièvement.

- Samedi 18 avril 2009 : 
  - Le Parti social-démocrate d'Allemagne (SPD) adopte son programme électoral pour les prochaines législatives avec comme mesure-phare une hausse des impôts pour les plus riches — plafond à 47 % contre 45 % — et une baisse pour les pauvres — taux de base à 10 % contre 14 %. Dirigé par Frank-Walter Steinmeier, ministre des affaires étrangères et vice-chancelier, le parti de gauche espère gagner les élections pour pouvoir s'affranchir de la coalition qu'il forme avec la CDU-CSU (centre-droit) de la chancelière Angela Merkel depuis 2005.
  - Pour s'excuser de leur « piètre prestation » sportive, les joueurs du club de football de Cottbus (est), battus 4 à 0 par Schalke annoncent leur décision de rembourser les billets d'entrée de leurs 600 supporteurs qui ont fait le déplacement à Gelsenkirchen.

- Jeudi 23 avril 2009 : Le constructeur automobile Porsche, endetté à hauteur de quelque 9 milliards d'euros, envisage de se faire racheter par sa filiale à plus de 50 % Volkswagen, ce qui permettrait à Ferdinand Piëch, copropriétaire de Porsche, de soulager la pression financière, d'intégrer Porsche en tant que dixième marque du groupe Volkswagen et d'y faire monter sa participation à 75 %.

- Vendredi 24 avril 2009 : 
  - Des médecins réussissent, en 5 opérations depuis septembre 2008, l'ablation d'une tumeur osseuse maligne de 18 kilos qui s'était développée dans le bassin d'une patiente de 35 ans originaire d'Arabie saoudite. La prochaine étape sera de reconstruire le bassin qui a été partiellement retiré lors de l'opération et de greffer une hanche artificielle[11].
  - Le coprésident du parti allemand d'extrême gauche Die Linke, Oskar Lafontaine, incite les salariés à séquestrer leurs patrons, comme lors de certains conflits sociaux en France : « Quand les travailleurs français sont en colère, ils séquestrent leurs patrons. Je souhaiterais cela ici aussi, pour qu'ils se rendent compte de leur colère, que des gens ont peur pour leur existence ». La Fédération des syndicats allemands (DGB) a averti cette semaine du risque d'apparition de troubles sociaux en raison de la crise. Mais jusqu'à présent les mouvements de travailleurs sont restés pacifiques en Allemagne.

- Samedi 25 avril 2009 : 
  - Selon un rapport confidentiel de son autorité de tutelle, le secteur bancaire allemand a accumulé 816 milliards d'euros d'actifs à risque dont 355 milliards sont détenus par le réseau des banques publiques régionales. Cette somme correspond à des actifs dits « toxiques » ainsi qu'à des titres invendables (dits « illiquides » en raison du climat de méfiance générale). La banque Hypo Real Estate (HRE), dont les difficultés ont été à l'origine de la crise financière en Allemagne, et que le gouvernement d'Angela Merkel veut nationaliser pour la sauver, détient 268 milliards € de fonds risqués. L'ensemble Commerzbank/Dresdner Bank en détient pour 101 milliards €.
  - 2 aquarelles datées de 1914 et attribuées à Adolf Hitler sont vendues aux enchères pour 32 000 euros à Nuremberg, par la maison d'enchères Weidler, respectivement au prix de 14 000 et 18 000 euros.

- Dimanche 26 avril 2009 : 
  - Référendum local à Berlin où 2,4 millions d'électeurs doivent décider si les écoliers doivent suivre des leçons communes d'« éthique » — actuellement obligatoires pour tous dès le début du secondaire — ou fréquenter séparément des cours sur la religion de leur choix — actuellement en option. Les communautés religieuses (catholiques, protestants, juifs et musulmans) soutenues par des partis politiques de droite, espèrent une revalorisation des cours de religion. Le débat, ne porte pas sur la place de la foi dans l'espace public mais sur la manière de transmettre les valeurs religieuses dans une ville multiculturelle et de moins en moins religieuse[12]. Les Berlinois ont finalement rejeté par 51,3 % cette réforme avec une très faible participation de 29 %. Les résultats montrent un très net clivage entre l'ancien Berlin-Est communiste, très peu religieux, et les quartiers plus bourgeois et conservateurs de l'ancien Berlin-Ouest[13].
  - Le marathon de Londres féminin est remporté la tenante du titre, l'Allemande Irina Mikitenko qui remporte la victoire en 2h22m11s, devant la Britannique Mara Yamauchi et la Russe Liliya Shobukhova.

- Mardi 28 avril 2009 : la Deutsche Bank annonce un premier bénéfice net au premier trimestre de 1,2 milliard d'euros au premier trimestre, malgré une nouvelle dépréciation d'actifs pour un milliard d'euros, contre une perte de 141 millions d'euros au premier trimestre 2008, et une rentabilité sur fonds propres de 22 % proche de son objectif à long terme de 25 %.

### Mai 2009
- Vendredi 1er mai 2009 :
  - Quelque 289 personnes ont été arrêtées dans les plus violents affrontements de ces dernières années qui ont émaillé les manifestations  du 1er mai à Berlin. Le nombre de policiers blessés se montent à 273, soit le double de l'année dernière. Selon la police « une grande partie des auteurs des violences n'ont pas agi pour des mobiles politiques », il s'agit seulement de « casseurs ».
  -  Bavière : Le ministère allemand de la Santé confirme le premier  cas de transmission de la grippe mexicaine à l'intérieur même du pays. Il s'agit d'une femme qui ne s'est pas récemment rendu au Mexique, foyer originel supposé de la maladie. Au total 5 personnes sont atteintes par le virus.

- Samedi 2 mai 2009 :
  -  Schleswig-Holstein : 6 arbitres de la ligue des champions de handball sont soupçonnés d'avoir reçu de l'argent du club de Kiel pour influencer en sa faveur le déroulement des matchs.
  -  Bade-Wurtemberg : les enquêteurs spécialistes du dossier du nazi Aribert Heim, au sein de la police criminelle, doutent de la mort du « boucher de Mauthausen » annoncée en février par deux médias (la chaîne de télévision allemande ZDF et le quotidien américain New York Times) qui citaient notamment son fils, Rüdiger Heim, qui affirme que son père est mort d'un cancer en août 1992 au Caire, où il se cachait. Considéré comme l'un des nazis les plus sadiques, Heim aurait torturé et assassiné des centaines de détenus, principalement juifs, au camp de concentration de Mauthausen. Il a aussi sévi dans ceux de Sachsenhausen et Buchenwald.
  - La banque Hypo Real Estate (HRE) a essuyé une perte nette 2008 de 5,5 milliards d'euros et son patron Axel Wieandt prévient que les chiffres 2009 et 2010 resteraient dans le rouge. L'État allemand a lancé une offre publique d'achat pour nationaliser la banque et la sauver ainsi d'une faillite qui aurait de graves conséquences pour le système financier allemand et européen.

- Mardi 5 mai 2009 :
  -  Basse-Saxe : le tribunal administratif de Brunswick rejette le recours en urgence introduit par le groupe agro-industriel américain Monsanto contre l'interdiction de cultiver son maïs OGM prise par la ministre de l'agriculture, Ilse Aigner, estimant que la culture du maïs MON810 représentait « après un examen provisoire […] une situation de risque justifiant une telle interdiction, comme le prévoit la loi sur les biotechnologies », précisant que pour rendre légitime une telle décision il n'est pas nécessaire qu'un danger clairement identifié existe, il suffit que des indices aillent dans ce sens, notamment le fait que le gène introduit par Monsanto dans la semence serait nuisible aux coccinelles et aux papillons.
  - Selon le quotidien Frankfurter Allgemeine Zeitung (FAZ), le plan de reprise du constructeur automobile Opel et des activités européennes de General Motors, proposé par Fiat, prévoit la suppression de 18 000 emplois, soit 16,6 % du total, et la fermeture totale ou partielle de 10 usines en Europe entre 2010 et 2016. Selon ce plan, les usines de montage britanniques Vauxhall de Luton et Ellesmere Port, l'usine Opel d'Anvers, ainsi que des usines Fiat à Pomigliano et de Termini Imerese.
  - Le groupe automobile Porsche annonce sa prochaine fusion avec le constructeur Volkswagen, dont il est déjà l'actionnaire majoritaire.

- Mercredi 6 mai 2009 : le parlementaire français, Jean-Marie Le Pen, président du Front national a affirmé sur RTL que le parlementaire Martin Schulz, président du groupe socialiste au Parlement européen, avait « la tête de Lénine » et parlait « comme Hitler ». Le président du FN commentait un amendement visant à l'empêcher de présider en tant que doyen la session inaugurale du prochain parlement européen, amendement adopté à une écrasante majorité.

- Vendredi 8 mai 2009 : le premier ministre luxembourgeois Jean-Claude Juncker se déclare particulièrement outré des déclarations « en apparence humoristiques » de certains dirigeants allemands, notamment celle du président du parti social-démocrate, Franz Müntefering, qui a récemment déclaré « qu'autrefois » l'Allemagne réglait ses problèmes avec ses voisins en y envoyant ses soldats, « mais que cela ne se faisait plus aujourd'hui », et celle du ministre des Finances, Peer Steinbrück, qui a estimé qu'il fallait « envoyer la cavalerie » contre les « indiens suisses » et a comparé le Luxembourg au Burkina Faso pour ses pratiques en matière de secret bancaire : « Nous ne trouvons pas cela drôle. Nous avons déjà été occupés et avons souffert sous l'occupation allemande. Dieu soit loué, nous ne réglons plus nos problèmes aujourd'hui avec des soldats ».  Il a estimé que l'Allemagne, jusqu'en 2005, « était le plus grand paradis fiscal européen ».

- Mercredi 13 mai 2009 :
  - À la suite du massacre du lycée de Winnenden, l'Allemagne s'apprête à renforcer la loi sur le contrôle des armes, et à interdire le paintball. Cette réforme prévoit de « sanctionner comme une violation de la loi la participation à des jeux qui simulent des meurtres ou des blessures à l'aide d'armes à feu »[14].
  - La ville de Berlin célèbre la victoire du pont aérien il y a 60 ans. Première étape de la guerre froide, le blocus de Berlin-Ouest par les Soviétiques dura seize mois. Il fut surmonté grâce aux 277 000 rotations de l'aviation alliée[15].

- Vendredi 15 mai 2009 :
  - Le tribunal administratif de Berlin confirma la condamnation du parti néonazi NPD pour irrégularités dans sa comptabilité, tout en réduisant le montant de l'amende décidée par le Parlement. Cette amende, divisée par deux, de 2,5 millions à 1,27 million d'euros, pourrait être fatale au NPD, qui est au bord de la faillite. Le NPD avait été condamné en mai 2008 par le même tribunal administratif de Berlin à rembourser 870 000 euros de fonds publics en raison de fausses attestations de dons dans ses rapports comptables de 1997, 1998 et 1999[16].
  - La police annonce l'arrestation à Dortmund d'un tueur en série qui depuis plus d'un an terrorise les amis des bêtes de la vallée de la Ruhr en décapitant et saignant leurs lapins. Cet homme de 26 ans s'introduisait de nuit dans les clapiers, décapitait les lapins et emportait leur tête et leur sang. Au moins 58 cas de massacre lui sont imputés. La fédération des éleveurs de lapins et des particuliers avaient offert 15 000 euros de récompense pour la capture du tueur[17].

- Samedi 16 mai 2009 : à l'appel de la Confédération européenne des syndicats, grande manifestation à Berlin réunissant plusieurs dizaines de milliers de manifestants — 100 000 selon la confédération syndicale allemande DGB —, sous le mot d'ordre « Combattre la crise, un pacte social pour l'Europe, les responsables doivent payer ».

- Mardi 19 mai 2009 :
  - Présentation à New York des restes fossilisés d'une femelle primate (« Darwinius massillae ») ressemblant à un lémurien et ayant vécu il y a 47 millions d'années en Allemagne. Découvert en 1983 près de Francfort, ce squelette complet à 95 % est considéré comme le fossile de primate le plus complet jamais trouvé et comme un ancêtre commun possible de l'homme et du singe, une sorte de « chaînon manquant »[18].
  -  Basse-Saxe : Le fabricant de pneumatiques Continental annonce la suppression de 425 emplois dans son usine de Stöcken, près de Hanovre qui produit des pneus pour poids lourds. En France, Continental a annoncé le 11 mars dernier la fermeture d'ici la fin mars 2010 de son usine de Clairoix qui emploie 1 120 salariés.

- Samedi 23 mai 2009 : les 1 224 membres l'Assemblée fédérale réélisent pour 5 ans, le conservateur Horst Köhler comme président de la République allemande, à la majorité absolue et dès le premier tour de scrutin.

- Lundi 25 mai 2009 : le constructeur de voitures de sport Porsche, très endetté, cherchant d'urgence 2,5 milliards d'euros, confirme avoir été contraint d'emprunter 700 millions d'euros à sa filiale Volkswagen. Porsche s'est beaucoup endetté — à hauteur de 9 milliards d'euros — pour racheter 51 % de Volkswagen et de ce fait a été contraint de renoncer à prendre le contrôle total du constructeur généraliste, pour négocier une fusion.

- Vendredi 29 mai 2009 : l'Institut médico-légal de l'hôpital Charité, annonce que le cadavre de Rosa Luxemburg, l'icône assassinée du socialisme allemand, a été retrouvé dans un cercueil en bois caché dans une pièce souterraine. Selon les examens réalisés, ce corps resté longtemps immergé était celui d'une femme de 40 à 50 ans souffrant d'arthrose, d'une malformation de la hanche et dont les jambes étaient de longueurs différentes; autant de signes qui caractérisaient "Rosa la Rouge", figure de proue de l'extrême gauche, tuée le 15 janvier 1919 à 47 ans par la milice paramilitaire contre-révolutionnaire et dont le corps avait été jeté dans un canal à Berlin, lesté avec des pierres pour mieux couler[19].

- Samedi 30 mai 2009 : le gouvernement est parvenu à un accord pour la reprise du constructeur Opel, filiale de General Motors, par l'équipementier canadien Magna, adossé à des capitaux russes. Le ministre de l'Économie Karl-Theodor zu Guttenberg fait part de son opposition au placement d'Opel sous administration judiciaire et se déclare favorable à une « faillite ordonnée » pour sauver la filiale de General Motors[20].

### Juin 2009
- Vendredi 5 juin 2009 : visite d'une journée du président américain Barack Obama à Dresde où il est reçu par la chancelière Angela Merkel. Dans l'après-midi, il visite l'ancien camp de concentration nazi de Buchenwald, à 200 km de Dresde, où 56 000 personnes sont mortes.

- Dimanche 7 juin 2009 : aux élections européennes, les conservateurs de la chancelière Angela Merkel sont largement en tête avec plus de 38,1 % des voix (CDU + CSU), devançant les sociaux-démocrates (SPD), partenaires minoritaires dans le gouvernement depuis 2005, mais relativement stables.

- Mardi 9 juin 2009 :
  - La première économie exportatrice européenne a enregistré un nouveau recul en avril, de 28,7 % sur un an, atteignant 63,8 milliards d'euros. L'Allemagne a moins exporté vers les pays de l'Union européenne, qui sont ses principaux partenaires commerciaux, comme vers les autres pays. Les importations, pour leur part, ont baissé de 22,9 % à 54,4 milliards et le solde ressort donc à 9,4 milliards.
  - Lors du procès des 4 islamistes (Gelowicz, Schneider, Yilmaz et Selek) qui comparaissent pour des projets d'attentats majeurs contre des intérêts américains, ceux-ci annoncent leur intention de passer des « aveux détaillés et ensuite répondre à des questions ». Ils appartiennent à l'Union du Jihad islamique (UJI), un groupuscule terroriste ouzbèke gravitant dans la nébuleuse d'Al-Qaïda. Les quatre hommes sont tous passés par des camps d'entraînement terroriste de l'UJI au Pakistan, ils rêvaient d'un nouveau 11 septembre et détenaient de quoi fabriquer des charges explosives 100 fois plus puissantes que celles employées pour les attentats de Londres en juillet 2005[21].

- Mercredi 10 juin 2009 : selon un rapport officiel, l'ex-RDA encaisse « pour le moment » mieux la crise économique et financière que les régions de l'Ouest. Ceci résulterait du fait que l'Est est moins dépendant que l'Ouest des exportations, et que les petites et moyennes entreprises réagissent à la crise de façon sont plus flexible. Cependant le chômage y demeure deux fois plus important ; 13,3 % contre 6,9 % à l'Ouest avec une très forte proportion de chômeurs de longue durée. Le produit national brut par habitant représentait 71 % de celui de l'Ouest en 2008 comparé à 67 % en 2000 et la croissance industrielle des trois dernières années a connu une progression de 7,5 % à l'Est, comparé à 4,3 % à l'Ouest. D'autre part l'Est connaît un essor des nouvelles technologies dont l'énergie solaire et les nano-technologies[22].

- Samedi 13 juin 2009 : la Poste allemande reconnaît avoir espionné des données médicales de salariés sur au moins deux de ses sites. Plusieurs grandes entreprises allemandes, dont Deutsche Telekom, Deutsche Bahn, Lidl et même des syndicats sont empêtrés dans des scandales d'espionnage de leurs salariés depuis plusieurs mois.

- Mardi 16 juin 2009 : selon le syndicat allemand des services Verdi, le n°1 allemand de l'énergie, EON, veut économiser 1,5 milliard d'euros d'ici 2011, ce qui pourrait toucher près de 10 000 emplois dont 6 000 seraient supprimés en Europe et 4 000 seraient délocalisés. EON emploie plus de 92 000 salariés. Le groupe vise un bénéfice stable pour 2009 par rapport à 2008 (9,88 milliards d'euros).

- Mercredi 17 juin 2009 : les International engine of the year Awards, les « oscars des moteurs » ont récompensé les constructeurs Volkswagen, Porsche, BMW et Mercedes. Le moteur essence 1.4 TSI Twincharger de Volkswagen a triomphé en recevant le titre de l'« International engine of the year 2009 ».

- Jeudi 18 juin 2009 : mort à Cologne de l'universitaire et homme politique germano-britannique, Ralf Gustav Dahrendorf (80 ans), sociologue spécialiste des conflits sociaux. Ancien commissaire européen et ancien député libéral au parlement allemand, Ralf Dahrendorf avait acquis la nationalité britannique en 1988. Après avoir été anobli par la reine, il siégeait depuis 1993 à la chambre des Lords.

- Jeudi 25 juin 2009 : la double championne olympique Britta Steffen a battu le record du monde du 100 m nage libre eaméliorant le temps de l'Américaine Trickett (52s88).

- Samedi 27 juin 2009 :
  - Berlin :

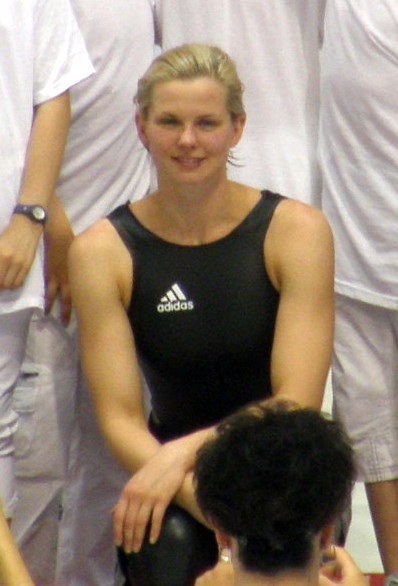
Britta Steffen (2009

    - Le traditionnel défilé de la Gay Pride, qui a réuni plusieurs dizaines de milliers de personnes, était placée cette année sous le thème de la lutte contre « toutes les discriminations » à l'encontre des homosexuels. Les organisateurs ont revendiquée environ  550 000 participants et spectateurs pour la 31e édition de cette parade.
    - La double championne olympique Britta Steffen a battu son propre record du monde du 100 m nage libre en 52,56 secondesc 56 lors des championnats d'Allemagne de natation, samedi 27 juin à Berlin. Elle reconnait que sa nouvelle combinaison —- une Adidas Hydrofoil homologuée lundi par la FINA - était pour beaucoup dans sa performance.

  - Nazisme : Un tribunal militaire de Rome (Italie), condamne à perpétuité par contumace, 9 anciens SS Allemands, aujourd'hui âgés de 84 à 90 ans, pour le massacre de 350 civils en août 1944 dans des villages de Toscane (centre) et pour avoir agi avec cruauté et préméditation. 11 anciens nazis comparaissaient pour ces massacres, mais l'un d'entre eux, Max Roithmeier, ex-sergent SS, est décédé au cours du procès, et un second, Walter Waage, a été acquitté par la cour. L'Allemagne a également été condamnée en tant que « responsable civile » et devra verser une première indemnisation d'1,25 million d'euros à des familles de victimes[23].
  - Des intégristes de la Fraternité Saint-Pie-X, en marge du Vatican, ont ordonné trois prêtres  par l'évêque traditionaliste espagnol Alfonso de Gagaretta, à Zaitzkofen (région de Ratisbonne, Bavière), région d'origine du pape Benoît XVI[24].

- Mardi 30 juin 2009 :
  - La Cour constitutionnelle suspend en l'état le processus de ratification du Traité de Lisbonne, réclamant une loi pour garantir les droits du Parlement allemand. Les juges constitutionnels ont confirmé que le Traité du Lisbonne était « compatible avec la Loi fondamentale », mais ils ont estimé que des paramètres législatifs faisaient encore défaut[25].
  - Mort à Wuppertalde de la chorégraphe et danseuse allemande Pina Bausch (68 ans) d'un cancer rapide. Elle était la grande dame de la danse contemporaine allemande.

### Juillet 2009
- Vendredi 3 juillet 2009 :
  - Bavière : le parquet de Munich annonce que l'ancien garde de camp nazi John  Demjanjuk (89 ans), accusé de participation au meurtre de 29 000 juifs, est apte à être jugé « avec une restriction, que les audiences soient limitées à deux fois quatre-vingt-dix minutes par journée d'audience ». Extradé le 11 mai des États-Unis vers l'Allemagne, il a été gardien du 27 mars 1943 à fin septembre 1943 dans le camp d'extermination de Sobibor[26].
  - Le constructeur automobile chinois BAIC propose au gouvernement allemand de reprendre 51 % d'Opel pour 660 millions d'euros, mais avec une garantie publique de 2,64 milliards d'euros. Les 49 % restants resteraient la propriété de la maison-mère General Motors.

- Dimanche 5 juillet 2009 : le ministre des Finances Peer Steinbrück et d'autres hauts responsables politiques allemands ont vivement critiqué dans la presse le peu d'empressement des banques à relancer le crédit. Selon le ministre, les banques empruntent actuellement beaucoup d'argent à la Bundesbank à des taux très faibles de 1 %, mais elles « investissent cet argent en devises, en titres à revenu fixe, et en actions plutôt que de le prêter sous forme de crédit » ce qui pourrait précipiter une crise du crédit au second semestre, alors que le devoir du gouvernement est d'assurer que l'économie obtienne les crédits dont elle a besoin pour tourner[27].

- Lundi 6 juillet 2009 : Le géant allemand de la chimie BASF annonce la suppression de 3 700 emplois d'ici 2013 dans le cadre de la vaste restructuration lancée après le rachat du groupe suisse Ciba.

- Mercredi 8 juillet 2009 :
  - L'ex-Waffen SS, Heinrich Boere (88 ans) sera jugé en Allemagne pour l'exécution sommaire de trois civils néerlandais en 1944 aux Pays-Bas. La cour d'appel de Cologne estime que le procès peut se tenir en dépit des problèmes médicaux du vieil homme, contredisant une précédente décision en première instance[28].
  - Les zoo de Berlin et de Neumünster s'attendent pour un accord à l'amiable pour régler leur différend qui portait sur le partage de millions d'euros générés grâce à l'ourson Knut (ours blanc), notamment par les visites et les nombreux produits dérivés[29].

- Vendredi 10 juillet 2009 :
  - Le Bundesrat a définitivement adopté la loi autorisant les banques allemandes à créer des sociétés de défaisance en leur sein, ou « bad banks », destinés à évacuer leurs actifs dégradés et à relancer leur activité normale de crédit[30].
  - Les administrations allemandes emploieraient 17 000 ex-agents de la Stasi.

- Dimanche 12 juillet 2009 : l'Australien Mark Webber (Red Bull) a remporté le Grand Prix d'Allemagne, 9e des dix-sept épreuves du Championnat du monde 2009 de Formule 1, aujourd'hui au Nürburgring, devant son coéquipier allemand Sebastian Vettel et le Brésilien Felipe Massa (Ferrari).

- Mardi 14 juillet 2009 : le ministre social-démocrate des finances Peer Steinbrück accuse les établissements financiers de ne pas soutenir suffisamment la première économie de la zone euro, en ne prêtant de l'argent qu'au compte-gouttes ou à des taux très élevés, alors que la Banque centrale européenne (BCE) a abaissé son principal taux directeur à un niveau jamais atteint de 1 % et inonde les banques de liquidités bon marché sur le circuit monétaire[31].

- Dimanche 19 juillet 2009 : 66 personnes ont été blessées, dont 10 grièvement, dans des carambolages en séries impliquant 260 véhicules sur une autoroute allemande, près de Brunswick (centre).

- Jeudi 23 juillet 2009 : le constructeur automobile Volkswagen a annoncé qu'il prévoyait de racheter progressivement les activités automobiles de Porsche, son premier actionnaire, et de fusionner totalement les deux groupes. L'émirat du Qatar va acheter environ 17 % des options sur actions Volkswagen et prendre une participation dans Porsche, qui va lancer une augmentation de capital d'au moins 5 milliards d'euros.

- Dimanche 26 juillet 2009 : aux Championnats du monde de natation à Rome, l'Allemand Paul Biedermann a battu en finale le record du monde  du 400 m nage libre hommes en 3 min 40 s 07.

- Lundi 27 juillet 2009 : la polémique se développe après le vol de la limousine de fonction de la ministre social-démocrate de la Santé Ulla Schmidt alors qu'elle l'utilisait pour ses vacances en Espagne[32].

- Mardi 28 juillet 2009 : la Deutsche Bank annonce un bénéfice net du second trimestre de 1,1 milliard d'euros (+68 %), grâce à une reprise des marchés de capitaux, des marchés obligataires des pays émergents et de se division « banque d'investissement », mais a du augmenter de 1 milliard € ses provisions sur les crédits à risque. Le président du directoire Josef Ackermann estime sa banque bien armée pour face aux incertitudes liées à la récession.

- Jeudi 30 juillet 2009 :
  - Mort à Hambourg du metteur en scène Peter Zadek (83 ans) qui a marqué le théâtre de langue allemande dès les années 1950 par ses mises en scène originales puis a dirigé des théâtres.
  - Les ventes de bière ont chuté de 4,5 % sur un an, le chiffre le plus bas depuis les premières statistiques dans l'Allemagne réunifiée. Météo maussade, hausse des prix, et extension de l'interdiction de fumer dans les bars ont pesé cette année sur la consommation de bière en Allemagne, qui a chuté à son plus bas niveau depuis 1991 selon l'Office fédéral des statistiques. De janvier à juin 2009, les brasseries et les magasins allemands ont écoulé 49,3 millions d'hectolitres de bières (-2,3 millions d'hectolitres). Les ventes de « bières mélangées » ont également chuté de 7,4 %. Les Allemands ont consommé en 2008, 111,1 litres de bière par personne et 20,7 litres de vin. Les brasseurs allemands ont exporté 5,5 millions d'hectolitres de bière vers les autres pays européens et 1,5 million vers le reste du monde.
  - Le groupe industriel Siemens annonce la suppression de 1 600 emplois surtout à l'étranger, alors qu'il fait face à un effondrement de ses commandes, le coût de la restructuration sera de 100 millions d'euros.

- Vendredi 31 juillet 2009 : aux Championnats du monde de natation à Rome, la nageuse Britta Steffen a battu en finale le record du monde du 100 m nage libre dames en 52 s 07.

### Septembre 2009
- Dimanche 27 septembre 2009 : élections législatives. La CSU/CDU  de la chancelière Angela Merkel obtient 299 sièges (+17), ses alliés libéraux du FDP obtiennent 93 sièges (+32). Les socialistes du SPD s'effondrent avec 145 sièges (-75) et la gauche radicale Die Linke obtient 76 sièges (+23).

### Novembre 2009
- Lundi 9 novembre 2009 : festivités du 20e anniversaire de la chute du mur de Berlin en présence de nombreux chefs d’État et de gouvernement.

- Mercredi 11 novembre 2009 : la chancelière Angela Merkel accompagne le  président français Nicolas Sarkozy à la cérémonie de l'armistice du 11 novembre 1918 célébrée sous l'Arc de triomphe à Paris. Une première qui symbolise la réconciliation entre les deux nations.